# شارة الحزب الذهبية
 تم اعتماد شارة الحزب الذهبية (Goldenes Parteiabzeichen) من قِبل أدولف هتلر بموجب مرسوم صدر في أكتوبر عام 1933. وكانت جائزة خاصة تُمنح لجميع أعضاء الحزب النازي الذين، اعتبارًا من 9 نوفمبر 1933، سجلو أرقامًا من 1 إلى 100000 وعضوية غير منقطعى في الحزب النازي.  شارات الحزب الذهبي الأخرى (مع الأحرف الأولى «ه» على الوجه الآخر) وفقًا لتقدير هتلر لأعضاء معينين في الحزب يستحقون معاملة خاصة. تُمنح شارة متطابقة كل عام في 30 كانون الثاني (يناير) للأشخاص الذين أظهروا خدمة متميزة للحزب أو الدولة النازية. تمت المصادقة فعليًا على 20487 رجلًا و 1795 امرأة فقط ومنحهم الشارة (خارج تلك التي أعطاها هتلر وفقًا لتقديره الخاص). 
كانت شارة الحزب الذهبية هي شارة الحزب النازي الأساسية مع إضافة إكليل من الذهب يلف الشارة بالكامل. تم منح الشارة بحجمين: 30.5 مم لارتدائها على زي الخدمة و24 مم لارتدائها على سترة البدلة. في حالة وفاة المتلقي، سيتم الاحتفاظ بالشارة من قبل الأسرة. ومع ذلك، بسبب الشهادة المرقمة، لم يُسمح لأي شخص آخر بارتداء الشارة.  حصلت شارة الحزب الذهبي الخاصة بأدولف هتلر على الرقم "1". منحها إلى ماغدة جوبلز في أواخر أبريل 1945 وأعلن أنها «الأم الأولى للرايخ».  سُرقت شارة "1" من شاشة عرض في روسيا في عام 2005. اعتقد الحراس أن قطة قد أطلقت الإنذارات وهذا سمح للسارق بالهرب مع الشارة.